# Jadwiga Czerwińska (piosenkarka)
Jadwiga Czerwińska lub też Jadwiga Czerwińska-Skotlewska (ur. 14 kwietnia 1913 w Warszawie, zm. 25 września 1994 w Londynie) – polska aktorka i piosenkarka.

## Życiorys
Po II wojnie światowej osiadła w Wielkiej Brytanii, gdzie występowała między innymi w audycjach radiowych Mariana Hemara, emitowanych w londyńskiej sekcji Radia Wolna Europa. Wykonywała piosenki do tekstów takich autorów jak: Edward Chudzyński, Zdzisław Gozdawa, Marian Hemar, Ryszard Kiersnowski, Feliks Konarski, Wacław Stępień czy Andrzej Włast.
W latach 1952–1956 była aktorką	Teatr Rozmaitości we Wrocławiu, zaś w latach 1957–1963 występowała jako aktorka w Teatrze Młodego Widza we Wrocławiu.
W 2021 roku jej archiwalne nagrania zostały wydane na płycie pt. Jadwiga Czerwińska – „Sentymentalnie i »z jajem«” (TRCD1055) w ramach serii wydawniczej „Muzyka wspomnień” przez wydawnictwo Teddy Records. 
Doczekała się między innymi biogramu w opracowaniu encyklopedycznym Janusza Świądra pt. Gwiazdy błyszczały wczoraj.